# Белокрылов, Василий Алексеевич
Василий Алексеевич Белокрылов (30.01.1938 — 22.05.1996) — журналист и литератор, русский советский писатель и поэт;  член Союза журналистов СССР; член Союза писателей СССР (с 1972).

## Биография
Жизнеописание
Родился 30 января 1938 года в селе Дерезовка Новокалитвенского (ныне Верхнемамонского) района Воронежской области в семье сельских тружеников. Родители: отец – Алексей Иванович Белокрылов (1913-1943), участник Советско-финской войны (1939—1940), затем добровольцем ушедший на фронт Великой Отечественной войны, пропал без вести, мать – Прасковья Андреевна (1915-2007), на долгие годы осталась вдовой.
Семилетнее образование получил в сельской школе с. Дерезовки, а потом учился в средней школе Новой Калитвы. По воспоминаниям, его любимыми школьными предметами были родная литература и русский язык (учителя рассказывали: бывало, Белокрылов писал сочинения в стихах). В школьные же годы он овладел гитарой, и под свой аккомпанемент исполнял русские народные, казачьи и другие песни, любил романсы, часто писал текст и музыку сам. Много читал, знал наизусть стихи русских поэтов, и сам увлекался стихосложением, писал рассказы: его первая публикация состоялась в "Пионерской правде". 
После окончания десятилетки, в следующем, 1958 году, Василий был принят на работу в новокалитвенскую районную газету. В марте 1959 года принят в члены Союза журналистов СССР. В период с 1963 по 1968 гг. учился на факультете журналистики Московского государственного университета, но обучение не завершил в силу сложившихся жизненных обстоятельств; позднее продолжил обучение – окончил Высшие литературные курсы при Литературном институте им. А. Горького (1975-1977). 
Работал в редакциях районных газет Воронежской области: новокалитвенском «Красном знамени» (1958-1959), верхнемамонской «Колхозной жизни» (1959-1962), калачеевском «Сельском труженике» (1962-1968); учителем Дерезовской средней школы (1971). 
В газетах, где трудился Василий Белокрылов, он вёл авторские рубрики «Уголок охотника» («Колхозная жизнь»), «Природа, охота, рыболовство» («Сельский труженик»); также пробовал себя в роли фельетониста и сатирика – в рубрике «Сатирическая борона» появлялись его статьи: «Имя ему – мещанин», «Ох, эти зубы», «Комаров уехал в гости» (1962 г.), а также сочинял сказки («Барбос и Жучка», 1962 г.). Кроме ежедневной газетной корреспонденции, В. А. Белокрылов писал стихи и рассказы. Первые рассказы появились в газете «Колхозная жизнь» за 1961 год, среди них: «Как дед Егор в больницу попал», «Напарница», «Манька-Красавка» (этот рассказ, позже отправленный Константину Симонову, был им высоко оценён), «Трое в пути», «Авдеев «пулемёт»», годом позже – «Бушуй», «Яшка и Мария Николаевна». В калачеевской газете опубликован рассказ «Ночные звуки» (22 апреля 1962 г.), затем - там же рассказ «Покупка» (1963); встречаются в газетах его стихи: «Будьте бдительны», «Невнимательная мать» («Сельский труженик», 1962 г.) и другие. 
В сентябре 1963 года молодой журналист-газетчик, Василий Белокрылов, участвовал в работе областного семинара журналистов в Воронеже. В 1969 – принимал участие в V-м Всесоюзном совещании молодых писателей в Москве. В октябре 1971 года Союз писателей России и  Центральный комитет Комсомола проводят в Туле Всероссийское совещание молодых литераторов, куда от  Воронежской писательской организации направлены молодые Василий Белокрылов и Евгений Новичихин. На этом совещании творчество Белокрылова было очень высоко оценено, и он был рекомендован в члены  Союза писателей СССР.
30 октября 1972 года принят в Союз писателей СССР, и начиная с 1972 г. находился на профессиональном положении писателя.  Жил В. А. Белокрылов в с. Новая Калитва, г. Калач, Воронеже, последние два года жизни на Малой Родине – в селе Дерезовке.
Умер 22 мая 1996 года (от инфаркта), с. Верхний Мамон Верхнемамонского р. Воронежской обл. Похоронен на сельском кладбище с. Дерезовка.

## Творчество
Автор девяти прижизненных книг, вышедших в гг. Москве и Воронеже. Работая в калачевской газете, в 1962 году Белокрылов начинает переписку с известным писателем Константином Михайловичем Симоновым, которому решает послать свои рассказы с просьбой их прочесть и оценить. Симонов высоко оценил способности начинающего прозаика. Маститый писатель стал литературным наставником Белокрылова. Первая книга «Под солнцем покоя нет» вышла в 1966 году в московском издательстве «Советская Россия» - её рецензировал К. М. Симонов и помог с изданием. Писателей Белокрылова и Симонова связывала долгая дружба, сохранилась часть обширной переписки за 1962-1975 годы. 
Кроме прозы, писатель писал стихи, но не публиковал их. Много работал в жанре публицистики: печатался в журналах «Молодая гвардия», «Подъём», центральных, областных и районных газетах. 
После его смерти малым тиражом была издана книга – незаконченный роман «Земля держит всех».
В 2019 году вышла первая посмертная книга Василия Белокрылова «Явление ангела» (Тамбов), в ней собрано большинство произведений, ранее не включённых ни в одну из книг прозаика: рассказы, новеллы, публицистика, дневниковые записи, неопубликованные нигде ранее письма (сост. Т. Багринцева).

## Память
- 1999 —  в Верхнемамонском районе учреждена ежегодная литературная премия имени В. А. Белокрылова.
- 2006 —  имя В. А. Белокрылова занесено в Воронежскую историко-культурную энциклопедию (под общ. ред. О. Г. Ласунского. – Воронеж: Центр духовного возрождения Чернозёмного края).
- 2007 — Дерезовской сельской библиотеке Верхнемамонского района Воронежской области присвоено имя В. А. Белокрылова.
- 2007 —  на здании Дерезовской сельской библиотеки установлена мемориальная доска.
- 2008 —  улице Дальней, на которой жил писатель в селе Дерезовка, присвоено наименование улица им. Василия Белокрылова.
- 2008 —  на родине писателя издана книга «На Донских берегах» : Сборник избранных произведений верхнемамонских поэтов и прозаиков, посвящённый 70-летию В. А. Белокрылова / сост. В. И. Долгополов – Дерезовка: изд.: «Долгополов и сыновья».
- 2010 — Решением Сессии Совета Народных депутатов Дерезовского сельского поселения за вклад, внесённый в развитие поселения, присвоено звание «Почётный житель» Белокрылову В. А.
- 2015 —  Решением сессии народных депутатов Верхнемамонского муниципального района В. А. Белокрылову присвоено звание «Почётный гражданин Верхнемамонского муниципального района Воронежской области».
- 2016 —  в Верхнемамонском районе Воронежской области стартовало долгосрочное масштабное мероприятие «Летопись истории: доблесть и слава Верхнемамонского муниципального района. Сохраняя связь времен…» Первая страница «Летописи…» открыта большим литературным вечером памяти члена Союза писателей СССР (России), Почётного гражданина Верхнемамонского района Василия Алексеевича Белокрылова – «Я верую в своё предназначенье…».
- 2017 —  вышла книга – биографическое исследование Татьяны Багринцевой: « "Обернитесь — я здесь!" Азбука жизни писателя Василия Белокрылова». – Воронеж : Изд. дом ВГУ, 2017. - 237 с. : ил., портр.; 25 см.; ISBN 978-5-9273-2525-2: 1000 экз.[11].
- 2018 —  по инициативе Воронежского отделения Союза писателей России районная литературная премия имени В. А. Белокрылова получила статус областной (учредители: Воронежское отделение Союза писателей России и администрация Верхнемамонского муниципального района).
- 2019 —  В Верхнемамонском районном историко-краеведческом музее открыт кабинет-музей писателя Белокрылова.
- 2019 —  издана книга–посвящение – поэтический сборник « "Чей-то голос поёт твой романс недопетый..." — Образ писателя В. А. Белокрылова в стихотворных посвящениях друзей, почитателей таланта и в собственном поэтическом творчестве». Сост.: Татьяна Багринцева. – Воронеж : Изд. "Научная книга", 2019.